# 小行星18681
小行星18681（18681 Caseylipp）是一颗绕太阳运转的小行星，为主小行星带小行星。该小行星于1998年3月31日发现。

## 轨道参数
小行星18681的轨道半长轴为2.3496945 UA，离心率为0.102。